# 필리프 (벨기에)
필리프(프랑스어: Philippe, 1960년 4월 15일 ~ )는 알베르 2세와 파올라 왕비 사이에서 태어난 장남으로서, 현재 벨기에의 국왕이다. 2013년 7월 21일, 알베르 2세의 퇴위로 벨기에 왕국의 제7대 국왕으로 즉위하였다.
필리프는 마틸드 왕비와의 사이에서 엘리자베트 공주, 가브리엘 왕자, 에마뉘엘 왕자, 엘레오노르 공주 등 2남 2녀의 자녀를 두었다.